# (467260) 2016 EQ177
(467260) 2016 EQ177 es un asteroide perteneciente al cinturón de asteroides, descubierto el 20 de noviembre de 2003 por el equipo Spacewatch desde el Observatorio Nacional de Kitt Peak (Arizona, Estados Unidos).